# Saddle Brook
Saddle Brook è un comune (township) degli Stati Uniti d'America nella Contea di Bergen nello Stato del New Jersey. Secondo il censimento del 2010 esso conta 13.659 abitanti.

## Geografia fisica
Secondo lo U.S. Census Bureau, Saddle Brook ha una superficie totale di 7 km².

## Storia
Il comune è stato istituito il 20 marzo 1716 con il nome di Saddle River Township e consisteva in tutto il territorio della Contea di Bergen, ad ovest del fiume Saddle. Il territorio si è progressivamente ridotto andando a costituire nuovi comuni. L'8 novembre 1955 il nome è stato cambiato nell'attuale Saddle Brook.